# Brisk Fingaz/Diskografie
Diese Diskografie ist eine Übersicht über die musikalischen Werke des deutschen Hip-Hop-Produzenten Brisk Fingaz.

## Alben
| Jahr | Titel                       | Musiklabel              | Anmerkungen                         |
| ---- | --------------------------- | ----------------------- | ----------------------------------- |
| 2001 | Perspektiven und Relationen | Universal               | Remix-EP mit Spax                   |
| 2005 | Gegenwind                   | Starting Lineup Records | Soloalbum                           |
| 2005 | Innere Konflikte            | Starting Lineup Records | Mixtape mit Lunafrow                |
| 2007 | The Unbeatablez             | Bozz Music              | Album mit Sti, Shuko und PhreQuincy |
| 2008 | Einzelkämpfer               | Bozz Music              | Soloalbum                           |
| 2016 | Privatvorstellung           | FY                      | EP mit Spax                         |
| 2017 | Wahrheit                    | FY                      | EP mit Spax                         |
| 2018 | Vintage                     | Self-Release            | EP mit KC Da Rookee                 |
| 2019 | Diamanten & Pechstein       | FY                      | Album mit Spax                      |
| 2021 | Camouflage & beige Timbs    | Self-Release            | Album mit Blood Spencore            |

## Produktionen
| Jahr | Titel | Album                                                          | Künstler                       |
| ---- | --- | -------------------------------------------------------------- | ------------------------------ |
| 2001 | Blink Blink (DJ Brisk Fingaz Remix) | Blink Blink (Single)                                           | LL Cool J und Spax             |
| 2001 | Perspektiven & Relationen | Masterblaster II (Sampler)                                     | Spax                           |
| 2002 | Banzai | Juice-CD #18                                                   | Spax                           |
| 2002 | Rap | Rap.de Allstars                                                | Spax                           |
| 2002 | Abtörn | Auf Platte                                                     | MB1000                         |
| 2003 | Rocky III, Leben & leben lassen, Karma, Kriegstagebuch, Neuseeland, Burnz, Psycho, Licht und Schatten und Samurai | Engel & Ratten                                                 | Spax                           |
| 2003 | | Kriegstagebuch/Überwachungsstaat (Single)                      | Spax                           |
| 2003 | Der Harte Kern, Mehr und Endzeitszenario | Der Harte Kern 12"                                             | Kabelage                       |
| 2004 | Fighting The System | International Battle Of The Year 2004 The Soundtrack (Sampler) | Diverse                        |
| 2004 | Wer wir sind | Ausnahme                                                       | ZM Jay                         |
| 2004 | Hol ihn back und Rücken zur Wand | Rücken zur Wand                                                | Franky Kubrick                 |
| 2004 | Eigentlich, Zweimeterabstand, Zweimeterficktdich und Zweimeterfreizeit | Zweimetercrazy                                                 | Later One                      |
| 2005 | Bisschen mehr | Lass los                                                       | RCF                            |
| 2005 | Angst vorm Tod, Rettet die Welt, Egal, Grossmaul Part 2, Zeitgeist, Amoklauf, 2 Meter & 100 Kilo, Medienkind und Letztes Hemd                                                                                          | Rettet die Welt                                                | Mr. Knight                     |
| 2005 | Built for | Streettape Vol. 1                                              | 34ers                          |
| 2005 | Erinnerung und Wer wir sind | Juice-CD #49                                                   | Diverse                        |
| 2005 | Wie es geht | Die linke und rechte Hand Gottes                               | Snaga & Pillath                |
| 2005 | D.O.N.A.T.O., Surrender und Outro | Damals wie heute                                               | Donato                         |
| 2005 | The Show must go on/Intro, Wendepunkt, Seht Rap jetzt an, Der letzte Funken, Das ist für dich, Warum schreibt ihr?, Strafe, Luft zum Atmen/Geld zum Leben, Kampfkunst, Egal wie du heißt und The Show must go on/Outro | Big Minden Volume 2                                            | Stress & Trauma                |
| 2005 | Feuerzeilen | Die John Bello Story                                           | Kool Savas                     |
| 2005 | These Are The Breaks | Juice-CD #56                                                   | Diverse                        |
| 2005 | Der Grund | Dassis der …                                                   | Pal One                        |
| 2005 | Ein anderer Mensch | Jubeko Memories Part 2 (Sampler)                               | F.R.                           |
| 2005 | Intro, Dassis der…, Index P.O., Mehr vom Rap, Freiflieger, Gesichter, His Madnezz, I care (Skit) und Für dich | Palwolf                                                        | Pal One                        |
| 2005 | Magic Moves | Battle Of The Year 2005 The Soundtrack (Sampler)               | Diverse                        |
| 2005 | On Stage | King                                                           | MB1000                         |
| 2006 | Think Positive (Skit) | Game Over                                                      | Azad                           |
| 2006 | Kein Weg zu weit, Eine Chick und Breites Kreuz (Remix) | Smo’s Wanted/Des Wahnsinns fette Beute                         | Smo                            |
| 2006 | My Way | Xklusiv Mixtape Teil 1                                         | DJ Scream                      |
| 2006 | So dirty und Hoch hinaus | HipHoop Allstars                                               | Diverse                        |
| 2006 | Mein Weg | Deutschland ist krank                                          | Kid Kobra                      |
| 2006 | 21 G, Bling, Gestern, heute, morgen, Keine Angst, Breites Kreuz, Freier Fall und Mehr als ein Tag | Philipp Kaiser                                                 | Later                          |
| 2006 | Der Mittelweg kommt | Juice-CD #64                                                   | F.R.                           |
| 2006 | Ohne viel zu erwarten, Abstand, Wenn ihr wüsstet, Für die Ewigkeit, Club Fantasy, Leidenschaft, Mittelweg, Für den einen Moment, Schwächen, Lebenswerk, Orientierungslos und Im Zenit                                  | Mittelweg                                                      | F.R.                           |
| 2006 | Der Größte den es gibt | Mein Moneyfest                                                 | Franky Kubrick                 |
| 2006 | Zukunft, Keine Zeit, Grenzenlos, Schieflage, Jahr für Jahr und Gegenwind | Zeitlos                                                        | mnemonic                       |
| 2006 | I represent | Insallah                                                       | Manuellsen                     |
| 2006 | Own Cash | Deluxe von Kopf bis Fuß                                        | Samy Deluxe                    |
| 2006 | International Champs | Eine Frage der Ehre                                            | Snaga & Pillath                |
| 2006 | Zum Adel verpflichtet, Jahre sind Tage, Die Welt steht Kopf, Vater Staat und Danke dir Mom | Ich bin deutscher Hip-Hop                                      | Sentino                        |
| 2006 | Fighter | Pariah                                                         | Cronite                        |
| 2006 | Grundausbildung | Juice-CD #67                                                   | Diverse                        |
| 2006 | Money | Supah                                                          | Blazing Heat                   |
| 2006 | Hunger | Prototypen (Sampler)                                           | Later                          |
| 2006 | Mehr als das | Charakter Rap                                                  | Kuba                           |
| 2006 | La Ila | Battle Of The Year 2006 The Soundtrack (Sampler)               | Diverse                        |
| 2007 | H Town live und Whos Back Widda Überallboom | Purer Luxus                                                    | Beneluxus                      |
| 2007 | Lord und Countdown (Remix) | The Finest – Dominance Label Compilation (Sampler)             | Diverse                        |
| 2007 | Von der Siedlung in das Blockhaus | Juice-CD #81                                                   | Massiv                         |
| 2007 | Bereit oder nicht und Dorn | Rising Sun                                                     | Gerard MC                      |
| 2007 | Why Don’t You Mean It | The Trails Of Job                                              | Mykill Miers                   |
| 2007 | Weit weg | Was ich bin                                                    | Timecy                         |
| 2007 | Wozu kämpfen | III                                                            | Saddam Syed                    |
| 2007 | Hölle Auf Erden (Brisk Fingaz RMX) | Hölle Auf Erden (Single)                                       | Warheit                        |
| 2007 | I’m a Star und Bruder | Aus Liebe zum Spiel                                            | Snaga & Pillath                |
| 2007 | Ruf die Bullen | City of God                                                    | Godsilla                       |
| 2007 | Die Tasche voll mit Geld | Schmutzige Euros 2                                             | King Orgasmus One und Godsilla |
| 2007 | Frühling, Krieger des Lichts, Käfig und Wind | Psychotreibhaus 78                                             | Lunafrow                       |
| 2007 | Mucho Macho und Nochmal | Jack is back                                                   | Patrick mit Absicht            |
| 2007 | Harbinger of Light, Layered Prayers, Secrets Amongst Cosmonauts und One Ought not to think | For whom the Beat tolls                                        | Canibus                        |
| 2007 | Hip-Hop | Strosseparade                                                  | Griot                          |
| 2007 | Step Ya Game Up | Battle Of The Year 2007 The Soundtrack (Sampler)               | Diverse                        |
| 2007 | Musik für Könige | Gangstartainment – Von der Strasse zu den Sternen              | Real Jay                       |
| 2007 | 1 im Game | Blockschrift                                                   | Azad                           |
| 2007 | Finde deinen Weg (Remix) und Mamma (Remix) | Das Ende vom Anfang – Chronologie Part 3                       | Jeyz                           |
| 2008 | Intro | Das ist meine Welt (ihr lebt nur darin)                        | Manuellsen                     |
| 2008 | Lerne Laufen | Hin zur Sonne                                                  | Casper                         |
| 2008 | Wir halten die Stellung und Ein Mal | Echte Musik                                                    | Jonesmann                      |
| 2008 | Jackpot | Unter der Sonne                                                | Chakuza                        |
| 2008 | Ich weiß nicht weiter und JokA-Muzik | Gehirnwäsche                                                   | JokA                           |
| 2008 | Ghettobass (Remix) | Alles Lügen/Ghettobass (Single)                                | Azad                           |
| 2008 | Alles was ich habe | Vorsicht, Stufe!                                               | F.R.                           |
| 2008 | Halleluja | Klatsche                                                       | Architekt                      |
| 2008 | Ein Mann, ein Wort, 2 Redakteure, Der Löwe, Ich bin kein Berliner und Der Araber | Ein Mann, ein Wort                                             | Massiv                         |
| 2008 | Kriegsmusik | Juice-CD #90                                                   | Manuellsen                     |
| 2008 | Mein Leben | Paragraph 31                                                   | Yassir                         |
| 2008 | Löwe | Juice-CD #80                                                   | Animus                         |
| 2008 | Bird Dance | Battle Of The Year 2008 The Soundtrack (Sampler)               | Diverse                        |
| 2009 | Who The Fuck | Azphalt Inferno                                                | Azad                           |
| 2009 | Intro, MAS Techno, Es zählt jede Sekunde, Dream, Rockballade, Ich Kann Nichts Dafür und Hör auf zu rappen | Meine Zeit                                                     | Massiv                         |
| 2009 | Kindheit und Subwoofer Sound | Einer aus dem Volk (Single)                                    | Massiv                         |
| 2009 | Guerilla und Feuer & Wind | Assassin                                                       | Azad                           |
| 2009 | Mama und Tagtraum | Blut, Schweiß und Tränen                                       | Jeyz                           |
| 2009 | Mrder Music | Harlem Born Harlem Money                                       | Bathgate                       |
| 2009 | Long Live G Rap | Juice-CD #98                                                   | Kool G Rap                     |
| 2009 | Das ist es und Wenn wir still sind | Das Metanoia Movement                                          | MEKMC                          |
| 2009 | Der Ghettotraum in Handarbeit | Der Ghettotraum in Handarbeit                                  | Massiv                         |
| 2009 | Bozz Rapper (Remix), Dankeschön, Wer es will und Du | Zeit zum Scheinen                                              | Jeyz                           |
| 2009 | Zepter | Angst                                                          | Donato                         |
| 2009 | Super TNT | Battle Of The Year 2009 The Soundtrack (Sampler)               | Diverse                        |
| 2009 | Arche | Deutschlands Vergessene Kinder 2 (Sampler)                     | Spax                           |
| 2010 | Komm ein Stück, Sich selbst finden und Schätze die Zeit | Um uns und in uns                                              | Timecy                         |
| 2010 | Helvetia | MiCH                                                           | Griot                          |
| 2010 | Futurama Remix | Azphalt Inferno 2                                              | Azad                           |
| 2010 | Immer wenn es regnet (Tear-stained Remix) | Fly away/Immer wenn es regnet (Single)                         | Azad                           |
| 2010 | Los | Ehrenkodex                                                     | Toony und DJ Tomekk            |
| 2010 | Bring the Beat Back (Brisk Fingaz Remix) und Eine Nacht (Brisk Fingaz Remix) | Rap Music Is Life Music The Remix Album                        | Too Strong                     |
| 2010 | Gillette | Azzlack Stereotyp                                              | Haftbefehl                     |
| 2011 | 96 | Heimat 96 (Sampler)                                            | Spax                           |
| 2011 | Kein Weg Zurück und Original Ghettoblaster | Original Ghettoblaster                                         | Corus 86                       |
| 2011 | Hab Und Gut | Veto                                                           | Tilos                          |
| 2011 | Intro, Stacheldraht Musik, Leben im Dreck, Ein Problem, Schlafes Bruder, Herzschlag, Rotes Tuch und Herz in der Hand                                                                                                   | Antikörper                                                     | Later                          |
| 2012 | Ich will Beef | Der letzte Tag deines Lebens                                   | Farid Bang                     |
| 2012 | Danse sur ma musique | À la poursuite du bonheur                                      | M. Pokora                      |
| 2012 | Streifenwagensound | Sucuk & Champagner                                             | Summer Cem                     |
| 2013 | Du kennst den Westen, Dissen aus Prinzip, Jung, brutal, gutaussehend 2013 und Du liegst | Jung, brutal, gutaussehend 2                                   | Kollegah und Farid Bang        |
| 2014 | An alle Banlieus und Hokus Pokus | Nu Eta Da                                                      | Olexesh                        |
| 2014 | Nako und Hass | Ben Life                                                       | Chaker                         |
| 2014 | Nie verstanden | Geboren um zu sterben                                          | Alpa Gun                       |
| 2014 | Weisser Tupac, Zurück Aus Bonnys Ranch, Schutzengel, Junge Mit Charakter und Vermischt Mit Dem Betong | Neue Deutsche Welle 2                                          | Fler                           |
| 2014 | Killaware | Audio Anabolika                                                | Silla                          |
| 2015 | Outlaw | Keiner kommt klar mit mir                                      | Fler                           |
| 2015 | Reiß die Bude ab und Risse im Beton | Weg von der Fahrbahn                                           | Hanybal                        |
| 2015 | HaHaHaHa | Masta                                                          | Olexesh                        |
| 2015 | Musig ah | Welt Us                                                        | Fratelli-B                     |
| 2015 | Wenn die Sonne tief steht | Mama                                                           | MoTrip                         |
| 2015 | Universal | Alien EP                                                       | MoTrip                         |
| 2015 | Schüsse in die Luft und Ein Leben lang | Frieden                                                        | Ruffiction                     |
| 2015 | Gestern Nacht | Augenzeuge                                                     | JokA                           |
| 2015 | Phoenix 2 | Phoenix 2 (Single)                                             | Azad                           |
| 2016 | Weltbild und Helden | Weltbild (Single)                                              | Azad                           |
| 2016 | Phoenix 2, Weltbild und Helden | Leben II                                                       | Azad                           |
| 2016 | Spitbull und Somehow | Leben II 2.5 EP                                                | Azad                           |
| 2016 | Wie ne Platte die springt | Gauna                                                          | Nate57                         |
| 2016 | Peter Pan | HT1000                                                         | Hirntot Records                |
| 2016 | Schocktherapie 2 | Zurück zum Glück                                               | PA Sports                      |
| 2016 | Abschnitte meines Lebens, Guck nicht so böse, Falsche Wege, Nicht vollkommen, Hass, Weekend feeling und Treibsand (Jedem das seine)                                                                                    | Mitte des Bocks                                                | Sinan49                        |
| 2016 | Miami Haze | Die Big Bong Theorie                                           | King Keil                      |
| 2017 | Handvoll Dreck und Kiffsound | Geddobrilliante Musik Sampler Volume One                       | Real Jay, Criz und King Keil   |
| 2017 | Streng Geheim | Ek to the Roots 2                                              | Eko Fresh                      |
| 2017 | Mamma und Gebrochenes Herz | So machen wir das hier                                         | Jeyz                           |
| 2018 | Battlebars | Weedman Begins                                                 | King Keil                      |
| 2018 | Schlechte Musik und Crackstein | Ausnahmezustand                                                | Ruffiction                     |
| 2018 | Schulfrei für immer | Panzerfreunde                                                  | Ruffiction                     |
| 2018 | Nobody, La Coca Racha, Speed und Spinnennetz sowie Schlaf Mal und Banana (Bonus) | Suchen und Zerstören 3                                         | Chakuza                        |
| 2018 | Sorry | Erst Straße Dann Rap                                           | Amar                           |
| 2018 | Goon Hop | Drapetomania                                                   | Ice Lord                       |
| 2018 | The Hand Of God | The Hand Of God (Single)                                       | Ice Lord                       |
| 2018 | Vorwort, Ich hab kein’ Bock, Kleid, Noch nicht, Das Leben ist verdammt gut, Alleine, Rettungsboot, Luftballon und Die Kunst zu leben                                                                                   | Die Kunst zu leben                                             | Trauma                         |
| 2018 | Das bin ich, Klimpergeld und Garten Eden | Panzerband und billiges Crack                                  | Crystal F                      |
| 2019 | Dopebars feat. Conway The Machine & Samy Deluxe | Weedman Returns                                                | King Keil                      |
| 2019 | Kerosin | Kerosin                                                        | Gebrüder King                  |
| 2020 | Intro (48 Bars) | 420                                                            | King Keil                      |
| 2020 | Russian Roulette, Wreck-Ignition | Recognition                                                    | Recognize Ali                  |
| 2020 | Coke Brick Road | Legacy Of Kaine (The Curse)                                    | Eddie Kaine                    |
| 2021 | Für immer | Tagmond                                                        | Haze                           |
| 2021 | Legend in the making | Recognize Tha Light                                            | Recognize Ali                  |
| 2021 | Hail The Underground King | Underground King II                                            | Recognize Ali                  |
| 2022 | Gettin Bacc | Dead Men Tell No Tales                                         | Snotty                         |
| 2022 | Intro & Free Jewelry | Cash 4 Gold                                                    | Snotty                         |
| 2023 | Charlie Sollers | Mi Vida Loca                                                   | Snotty                         |
| 2023 | Underground Overlords | (Digial Single)                                                | Recognize Ali & Lil Supa       |
| 2023 | Everybody Eats | Boy Geaorge Dreams                                             | Snotty                         |
| 2024 | Business Never Personal | As You Sow So Shall You Reap                                   | Recognize Ali                  |
| 2024 | Herz | (Digital Single)                                               | Spax                           |
| 2024 | Master Chefs | RECaLIL                                                        | Recognize Ali & Lil Supa       |
| 2024 | Send The Juks & Underground Overlords | Underground King III                                           | Recognize Ali                  |

## Scratches und Cutz
| Jahr | Titel | Album                        | Künstler                |
| ---- | --- | ---------------------------- | ----------------------- |
| 2000 | Fuck You (Fraktion 2 + Remix) | Fuck You (Single)            | Schönheitsfehler        |
| 2000 | 2000 B.C. (Lord Wax Remix) | 2000 B.C. (Remixes) (Single) | Canibus                 |
| 2002 | 5-1210 | Auf Platte                   | MB1000                  |
| 2002 | Nur Nachts, Original, Spacerangers und Halt Dich Zurück (Baby)                                                                            | Akustikkoppler               | Originalton             |
| 2002 | The Chillig und Rock The Place | Battle Of The Year 2002      | Diverse                 |
| 2003 | 5 Days, Reanimate und Be Careful Not To Be Too Careful                                                                                    | Welcome                      | Patrick Nuo             |
| 2003 | Nur die Sterne (Time Tools Radio Mix) | Nur die Sterne (Single)      | Timo Langner            |
| 2005 | For Real | Palwolf                      | Pal One                 |
| 2006 | These MC’s | Chronologie Part 2           | Jeyz                    |
| 2007 | Kein Zweifel | Herz über Kopf               | Shuno                   |
| 2007 | TNT | Blockschrift                 | Azad                    |
| 2010 | Komm Ran | Azphalt Inferno II           | Azad                    |
| 2012 | Party Mit Uns | Kanackis                     | Haftbefehl              |
| 2012 | Harami Crimesound und Kurzer Prozess | Vom Glück Zurück             | PA Sports               |
| 2013 | 4 Elemente | Jung, brutal, gutaussehend 2 | Kollegah und Farid Bang |
| 2014 | Ya Amar und Block Nummer 10 | TrafiQ                       | SadiQ                   |
| 2014 | Nako, 9MM Futter, Schule Des Lebens, HipHop Don’t Stop, Hass und 9MM Futter REMIX                                                         | Ben Life                     | Shaker                  |
| 2014 | Das Ist Erst Der Anfang und Top 10 Rapper                                                                                                 | Akupunktur                   | Celo & Abdi             |
| 2015 | Robicon Mango | Intravenös                   | Dú Maroc                |
| 2015 | Sound für den Hof und Masta | Masta                        | Olexesh                 |
| 2016 | Panorama | Auuuf Jetzt!                 | Twin                    |
| 2016 | Abschnitte meines Lebens, Guck nicht so böse, Runden, Alles bei Nacht, 30449, Brennpunkt, Weekend feeling und Treibsand (Jedem das seine) | Mitte des Bocks              | Sinan49                 |
| 2016 | Strawberry Haze und Videogames | Die Big Bong Theorie         | King Keil               |

## Sonstiges
| Jahr | Titel                                        | Künstler                                              | Anmerkungen |
| ---- | -------------------------------------------- | ----------------------------------------------------- | ----------- |
| 2002 | Wählt nicht Stoiber                          | Spax, Flowin Immo, Toni-L, MB1000, Kabelage und Later | Freetrack   |
| 2005 | From Dusk Till Dawn                          | Pal One und Lunafrow                                  | Freetrack   |
| 2005 | Dreamteam                                    | Bisey und Tinson                                      | Freetrack   |
| 2005 | Rap ist Hannover                             | Later                                                 | Freetrack   |
| 2006 | Nix zu verlieren                             | F.R.                                                  | Freetrack   |
| 2007 | Intro, Kapitel 1 und Flavour Keeper          | Migo                                                  | Freetrack   |
| 2007 | Du bist                                      | Jonesmann und Sprachtot                               | Freetrack   |
| 2009 | So leicht                                    | Blaze                                                 | Freetrack   |
| 2009 | Darth Hater                                  | End                                                   | Freetrack   |
| 2010 | Die Frau, die die Sterne macht               | Vega                                                  | Freetrack   |
| 2010 | Auf ewig                                     | Twin                                                  | Freetrack   |
| 2010 | Intro, 3. Auge, Grabstein und Unter der Erde | Later                                                 | Freetrack   |
| 2010 | Hip-Hop ist tot                              | Phreaky Flave                                         | Freetrack   |
| 2011 | Was du liebst                                | Tilos                                                 | Freetrack   |
| 2011 | 3. Auge (Remix)                              | Later                                                 | Freetrack   |
| 2014 | TrafiQ                                       | Sadiq                                                 | Snippet     |
| 2014 | Audiovisuell                                 | Veysel                                                | Snippet     |
| 2014 | Ben Life                                     | Chaker                                                | Snippet     |
| 2014 | Akupunktur                                   | Celo & Abdi                                           | Snippet     |
| 2014 | Ruffnecks                                    | Ruffiction                                            | Snippet     |
| 2015 | Intravenös                                   | Dú Maroc                                              | Snippet     |
| 2015 | Weg von der Fahrbahn                         | Hanybal                                               | Snippet     |
| 2015 | Frieden                                      | Ruffiction                                            | Snippet     |
| 2016 | Bist du mit mir                              | Born                                                  | Freetrack   |
| 2017 | EDFT                                         | Chakuza                                               | Freetrack   |
| 2017 | Dreck zum Quadrat                            | Chakuza                                               | Freetrack   |